# Wapen van Bergeijk

Wapen van de gemeente Bergeijk

De Nederlandse gemeente Bergeijk heeft in haar bestaan twee wapens gekend. Het eerste wapen werd op 16 juli 1817 aan de Noord-Brabantse gemeente Bergeijk toegekend. Het tweede, en tevens huidige, wapen werd op 25 maart 1958 aan de gemeente toegekend.

## Geschiedenis
Bergeijk werd in 1468 door Karel de Stoute van Eersel afgesplitst. Sindsdien voert het dorp, later door de Spaanse koning zelfs tot graafschap verheven, het wapen van Karel de Stoute op haar zegels.
Het eerste gemeentewapen is een interpretatie geweest van de versleten zegels. De oudste bekende zegel stamt uit 1476, de oudste bekende afdruk is van 1488. Sinds deze zegels is het wapen niet tot nauwelijks gewijzigd. Het eerste wapen had geen kleur en week flink af omdat de originele voorstellingen niet geheel goed zichtbaar zijn.

## Symboliek
Omdat het wapen een kopie is van het persoonlijke wapen van Karel de Stoute staan alle velden in het wapen voor een bepaald gebied. Dit zijn de volgende gebieden:
- Nieuw Bourgondië: velden I en IV
- Oud Bourgondië: velden IIa en IIIa
- Brabant: veld IIb
- Limburg: veld IIIb
- Vlaanderen: het hartschild

## Beschrijvingen
Omdat de gemeente het wapen aan heeft laten passen heeft deze ook twee blazoeneringen.

### Eerste wapen

Eerste wapen

Het eerste wapen had de volgende beschrijving:
Van azuur beladen met een streepkruis van goud, het eerste en vierde kwartier beladen met drie lelien van zilver; het tweede en derde kwartier gedeeld:het eerste en vierde beladen met een schuinbalk van goud, het tweede en derde beladen met een klimmende leeuw van goud, een hartschild van azuur, geboord van goud, beladen met een klimmende leeuw van goud. Het schild gedekt met twee helmen en ter regterzijde verzeld van de H. Petrus, ter linker van een eikenboom op een berg, alles van goud.
Het schild is blauw van kleur met daarop een gouden kruis dat het schild in vieren deelt. In het eerste en vierde deel (heraldisch gezien rechtsboven en linksonder, voor de kijker linksboven en rechtsonder) staan drie gouden lelies. Hoewel de blazoenering stelt dat de lelies zilver zijn, zijn zij op de tekening in het registerblad en op het diploma ook goud van kleur. Ten tijde van het opnemen in het register waren de tekeningen ook officieel leidend, ook als deze afweken van de tekstuele omschrijving. In het tweede en derde kwartier is weer een verdeling aangebracht. Beide delen zijn gelijk aan elkaar aan de rechter zijde staat een schuinbalk van goud en aan de linkerzijde een klimmende gouden leeuw. In het midden van het kruis een eveneens blauw hartschild met een gouden rand. Op het hartschild eveneens een gouden klimmende leeuw.
Het schild werd niet gekroond door een kroon, maar door twee helmen. Als schildhouders de heilige Petrus aan de rechterzijde (voor de kijker links) en door een eikenboom aan de linkerzijde (voor de kijker rechts). Petrus is de patroonheilige van het dorp. De boom staat op een bergje, wat dit tot een zogenaamd sprekend element maakt. De schildhouders en de helmen zijn allen van goud.

### Tweede wapen
Het tweede wapen, historisch meer correct gekleurde wapen, had als beschrijving:
Gevierendeeld: I en IV van azuur beladen met 3 lelien van goud, omzoomd van zilver en keel, II gedeeld a) geschuinbalkt van goud en azuur van 6 stukken, omzoomd van keel, b) van sabel beladen met een leeuw van goud, getongd en genageld van keel, III gedeeld a) geschuinbalkt van goud en azuur van 6 stukken, omzoomd van keel, b) van zilver beladen met een leeuw van keel, gekroond, getongd en genageld van goud, over alles heen een schild van goud, beladen met een leeuw van sabel, getongd en genageld van keel. Het wapenschild gedekt met een gouden kroon van 3 bladeren en 2 paarlen en ter linkerzijde vergezeld van een eikenboom en ter rechterzijde van het beeld van de H.Petrus, dragend in zijn rechterhand een sleutel, alles van goud.
Ook dit schild is grotendeels blauw van kleur. De delen I en IV (rechtsboven en linksonder, voor de kijker linksboven en rechtsonder) zijn blauw met daarop drie gouden lelies. Deze kwartieren zijn omzoomd van zilveren en rode blokken.
Het tweede kwartier (linksboven, voor de kijker rechtsboven) is in tweeën gedeeld. Het eerste deel telt zes schuine gouden en blauwe balken. Dit deel heeft een rode rand. Het tweede deel is zwart van kleur met een gouden klimmende leeuw. De tong en nagels zijn rood van kleur.
Het derde deel is ook in tweeën opgedeeld: het eerste deel heeft zes gouden en blauwe balken en een rode rand. Het tweede is van zilver met daarop een rode leeuw. De kroon, tong en nagels zijn goud.
Het goudkleurige hartschild ligt over alle vlakken heen en is beladen met een zwarte leeuw deze heeft rode nagels en een eveneens rode tong.
Het schild is gedekt door een gouden kroon van drie bladeren en twee parels. Aan de rechterzijde (voor de kijker links) staat de heilige Petrus, te herkennen aan de sleutel in zijn rechterhand, en aan de andere zijde staat een eikenboom op een bergje. Zowel Petrus als de eikenboom zijn geheel van goud.

## Verwant wapen
Het gemeentewapen is afgeleid van het wapen van Karel de Stoute:

het wapen van Karel de Stoute als hertog van Bourgondië